# Anolis scriptus
Anolis scriptus (південний багамський аноліс) — вид ігуаноподібних ящірок родини анолісових (Dactyloidae). Мешкає на Багамських Островах та на островах Теркс і Кайкос.

## Підвиди
Виділяють чотири підвиди:
- Anolis scriptus scriptus Garman, 1887 — острови Теркс і Кайкос;
- Anolis scriptus leucophaeus Garman, 1888 — острів Великий Інаґуа[fr];
- Anolis scriptus mariguanae Cochran, 1931 — острови Маяґуана[en] і Бубі-Кей[en];
- Anolis scriptus sularum Barbour & Shreve, 1935 — острови Самана-Кей[en] і Вест-Плана-Кей[en].

## Поширення і екологія
Південні багамські аноліси мешкають на півдні Багамського архіпелагу. Вони живуть в сухих тропічних лісах і чагарникових заростях, на плантаціях і в садах та поблизу людських поселень.